# Ifigenija Zagoričnik Simonović
Ifigenija Zagoričnik Simonović (rojena kot Eva Batič), slovenska pisateljica, samostojna kulturna delavka, lončarka, esejistka ter profesorica slavistike in primerjalne književnosti, * 24. marec 1953, Kranj.

### Življenje
Bila je nezakonski otrok, imela je težko otroštvo. V otroštvu očeta ni poznala, poiskala ga je šele, ko je odrasla. Ko se je njena mati poročila s pesnikom Francijem Zagoričnikom, jo je očim preimenoval v Ifigenijo Zagoričnik. Stanovala je v Kranju, nato pa odšla v Ljubljano, kjer je na Filozofski fakulteti študirala primerjalno književnost in slavistiko.
Leta 1978 se je preselila v London, kjer je 1985 diplomirala na Višji šoli za umetno obrt. Poleg oblikovanja keramike, nakita in slikanja na tekstil ves čas piše poezijo, v zadnjem času tudi v angleškem jeziku (Striking Root, London 1996). Zagoričnikova sodi med pomembne kulturne posrednike med Slovenijo in Združenim kraljestvom.
Od leta 2003 živi in ustvarja v Ljubljani. Med letoma 2017 in 2020 je bila predsednica Slovenskega centra PEN.

#### Zasebno
Poročila se je z novinarjem Veseljkom Simonovićem.

### Delo
Njena prva objava je bila lutkovna igra o medvedu in dedku Mrazu v Pionirju leta 1966. Od takrat je objavljala pesmi v Tribuni, Mladih potih, Dialogih, Novi reviji, Naših razgledih ter v različnih lokalnih glasilih. Nekaj pesmi je bilo prevedenih in so izšle v tujini.
Piše za odrasle in za otroke. Izdala je štiri pesniške zbirke za odrasle, Postopna razbremenitev, Te pesmi, Drevesa so se takrat premikala in sem pomešala njihova imena, Krogi in vprašanja, in pesniško knjižico za otroke z naslovom Kaj je kdo rekel in česa kdo ni. Peta pesniška zbirka Kaj je v kamnu je nastala v času, ko se je pesnica pričela ukvarjati tudi s prozo in pravljicami za otroke.
Za otroke je začela pisati ob dopisovanju z bivšimi varovanci, ki jim je bila varuška v študentskih letih. Nekaj pesmi so objavili v Kurirčku in Pionirju. V spremni besedi otroške pesniške zbirke Kaj je kdo rekel in česa kdo ni je zapisala, da ji navdih za pisanje otroških pesmi predstavlja deklica, ki jo spominja na otroštvo. Napisala je pravljici Poljub za princesko Kvakico ter Punčka z grdimi lasmi.
V poeziji za odrasle prevladujejo teme, kot so: eros, čutna ekstaza in doživljajski svet mlade ženske. Pesniška zbirka Kaj je v kamnu je polna dinamične energije spreminjanja, sprejemanja in odzivanja avtorice kot ženske. Zanjo je značilna t. i. »lirika ženske«, v kateri zasledimo hudomušno in bridko humornost, čustven in iracionalen obrat ljudske poezije, jezik razuma pa se preoblikuje v lirično iskanje svojih pomenskih odmevov. Pesniški slog je domiseln, igriv in inovativen. Oblike pesmi pogosto ne spadajo v okvir tradicionalnega.
Prva v Sloveniji je imela že leta 1986 pogum, da je javno spregovorila o spolnih zlorabah otrok (Ne pusti očetu, da počne, kar neznanec ne bi. Teleks, 20. marec 1986).
Ukvarja se z lončarstvom, sodeluje na umetniških razstavah keramičnih izdelkov, prevaja iz angleščine, piše članke in eseje. Zbrala in uredila je zbirko (sedem knjig) Pesmi iz zapora ter zbirko Pesmi s »prostosti« slovenskega pisatelja Vitomila Zupana, ki jo je predstavila na 23. Knjižnem sejmu v Ljubljani.

### Za odrasle
- Postopna razbremenitev, pesniška zbirka
- Te pesmi, pesniška zbirka
- Drevesa so se takrat premikala in sem pomešala njihova imena, pesniška zbirka
- Krogi in vprašanja
- Kaj je v kamnu, pesniška zbirka

### Za otroke
- Kaj je kdo rekel in česa kdo ni, pesniška zbirka
- Poljub za princesko Kvakico, pravljica
- Punčka z grdimi lasmi, pravljica

### Uredniško delo
- Pesmi iz zapora, zbirka (sedem knjig), ter zbirka Pesmi s »prostosti« pisatelja Vitomila Zupana